# Phaonia chaoyangensis
Phaonia chaoyangensis är en tvåvingeart som beskrevs av Zhang, Cui och Wang 1993. Phaonia chaoyangensis ingår i släktet Phaonia och familjen husflugor.
Artens utbredningsområde är Liaoning (Kina). Inga underarter finns listade i Catalogue of Life.